# Вірджинія Вінсент
Вірджинія Грохоскі, за другим шлюбом Вінсент, (3 травня 1918, Гошен, Нью-Йорк — 3 жовтня 2013, Сан-Дієго, Каліфорнія) — американська акторка.

## Життєпис
У кіно Вірджинія Вінсент зіграла другорядні ролі в 21-му американському фільмі, першим з яких є «Каліфорнійська лихоманка» Джозефа Кейна (1950, з Форрестом Такером та Адель Мара); останній вийшов 1986 року.
Серед її робіт ролі у фільмах найвідоміші: Я хочу жити Роберта Вайза (1958, зі Сьюзен Гейворд та Саймоном Оклендом), «Яка зустріч» Роберта Маллігана (1963, зі Стівом Стівом Макквіном та Наталі Вуд, "У пагорбів є очі" Веса Крейвена (1977, зі С'юзан Лан'є та Робертом Г'юстоном) й «Емі» Вінсента МакЕвіті (1981, з Дженні Егаттер та Баррі Ньюманом).
На американському телебаченні Вірджинія Вінсент з'явилася в 74-х серіалах з 1952 року, у тому числі «Перрі Мейсон» (три епізоди, 1958—1960), «ФБР» (три епізоди, 1966—1971), «Восьми достатньо» (дев'ять серій, 1977—1979), і в мильній опері «Тиха пристань» (остання поява на екрані, одна серія, 1988).
Також була зайнята у трьох телефільмах: перші два транслювалися відповідно у 1970 та 1972 роках; третій — «Запрошення в пекло» Веса Крейвена (1984, з Робертом Уріхом та Джоанною Кессіді в головних ролях).
Нарешті, в театрі Вірджинія Вінсент грала на Бродвеї (Нью-Йорк), зокрема, у трьох п'єсах, першою з яких була «Сутінкова прогулянка» А. Б. Шиффріна (1951, з Ненсі Келлі та Волтером Матгау); другий — « Весільний сніданок» Теодора Рівза (1954—1955, в головних ролях — Лі Грант і Ентоні Франціоза). Востаннє повернулася на Бродвей як дублер у 1964 році.
Померла у 2013 році на 96-му році життя.

## Приватне життя
У житті Вірджинії Вінсент було два чоловіки, Френк Лондон та Джек Вінсент.

## Вибрана фільмографія
- 1950 р. : Каліфорнійська лихоманка (Каліфорнійський прохід) Джозефа Кейна: Мазі
- 1951 р. Компанія, яку вона тримає, Джон Кромвель
- 1953 р. : Таксі Грегорі Ратофф.: Гортензія.
- 1957 р. : For Her Only One Man (Історія Хелен Морган) Майкла Кертіса: Сью
- 1958 р. : Я хочу жити! Роберта Вайза: Пег
- 1958 р. : Чорна орхідея Мартіна Рітта: Альма Галло
- 1958 р. : Повернення Дракули Пола Ландреса: Дженні Блейк
- 1963 р. : Певна зустріч (Любов зі справжнім незнайомцем) Роберта Маллігана: Анна
- 1967 р. : Тоні Ром небезпечний (Тоні Ром) Гордона Дугласа: Саллі Буллок
- 1968 р. : Солодкий листопад Роберта Елліса Міллера: Шумахер
- 1969 р. : Зміна звички Вільяма А. Грема: Паркер
- 1971 р.: Качка на мільйон доларів Вінсента МакЕвіті: Юніс Гупер
- 1973 р. : Малюк Теда Поста: роль не вказана
- 1974 р. : Аеропорт (аеропорт, 1975) Джека Смайта: Джина Арріба, пасажирка
- 1976 р. : Скарби Матекумбе, Вінсент МакЕвіті: тітка Лу
- 1977 р. : У пагорбів є очі Вес Крейвен: Етель Картер
- 1981 р.: Емі, Вінсент МакЕвіті: Една Генкок